# Франко, Мишель
Мише́ль Фра́нко (исп. Michel Franco, род. 28 августа 1979 года, Мехико) — мексиканский кинорежиссёр, сценарист и продюсер. Наиболее известен его фильм «После Люсии», получивший приз «Особый взгляд» на Каннском кинофестивале 2012 года.

## Карьера
Дебютировал в 2001 году, начинал карьеру с короткометражных картин и коммерческой видеорекламы.
Его фильмы обычно посвящены темам неблагополучных семей, в частности мексиканских высших классов. Его фильм 2020 года «Новый порядок» вызвал резкую реакцию из-за обвинений в расизме по отношению к низшим классам в Мексике до такой степени, что Франко пришлось принести публичные извинения в социальных сетях, поскольку он утверждал, что фильм является предметом «обратного расизма».
Хотя многие из его фильмов были плохо приняты мексиканскими критиками и публикой, Франко получил множество наград на таких кинофестивалях, как Канны, Венеция и Сан-Себастьян.

## Избранная фильмография

### Режиссёр
- Даниэль и Анна (2009)
- После Люсии (2012) — Премия «Особый взгляд» Каннского кинофестиваля[1], «Латинские горизонты» МКФ в Сан-Себастьяне[2], приз за лучшую режиссуру Гаванского кинофестиваля[3]
- A los ojos (2013)
- Хроник[исп.] (2015) — Приз за лучший сценарий Каннского кинофестиваля[4]
- Дочери Абриль (2017) — Приз жюри премии «Особый взгляд» Каннского кинофестиваля[5][6][7]
- Новый порядок (2020) — Премия Большого жюри Венецианского кинофестиваля[8]
- Закат (2021)
- Память (2023)

### Продюсер
- Издалека (2015)
- 600 миль (2015)